# 堀端町 (名古屋市)
堀端町（ほりばたちょう）は、愛知県名古屋市西区の地名。丁番を持たない単独町名である。住居表示実施。

## 地理
名古屋市西区南東部に位置する。東は北区、北から西は数寄屋町、南は中区に接する。

## 歴史

### 町名の由来
名古屋城の堀の傍に所在することによる。

### 沿革
- 1924年（大正13年）6月1日 - 西区上名古屋町の一部により、同区堀端町として成立[1]。
- 1980年（昭和55年）10月12日 - 西区樋ノ口町の一部を編入する[1]。

## 世帯数と人口
2019年（平成31年）2月1日現在の世帯数と人口は以下の通りである。
| 町丁   | 世帯数 | 人口  |
| ------ | ------ | ----- |
| 堀端町 | 71世帯 | 156人 |

## 学区
市立小・中学校に通う場合、学校等は以下の通りとなる。また、公立高等学校に通う場合の学区は以下の通りとなる。
| 番・番地等 | 小学校               | 中学校               | 高等学校 |
| ---------- | -------------------- | -------------------- | -------- |
| 全域       | 名古屋市立城西小学校 | 名古屋市立浄心中学校 | 尾張学区 |

## 交通
- 筋違橋[7]

## 施設
- 曹洞宗延寿寺[7]
- 天理教熱田分教会[7]

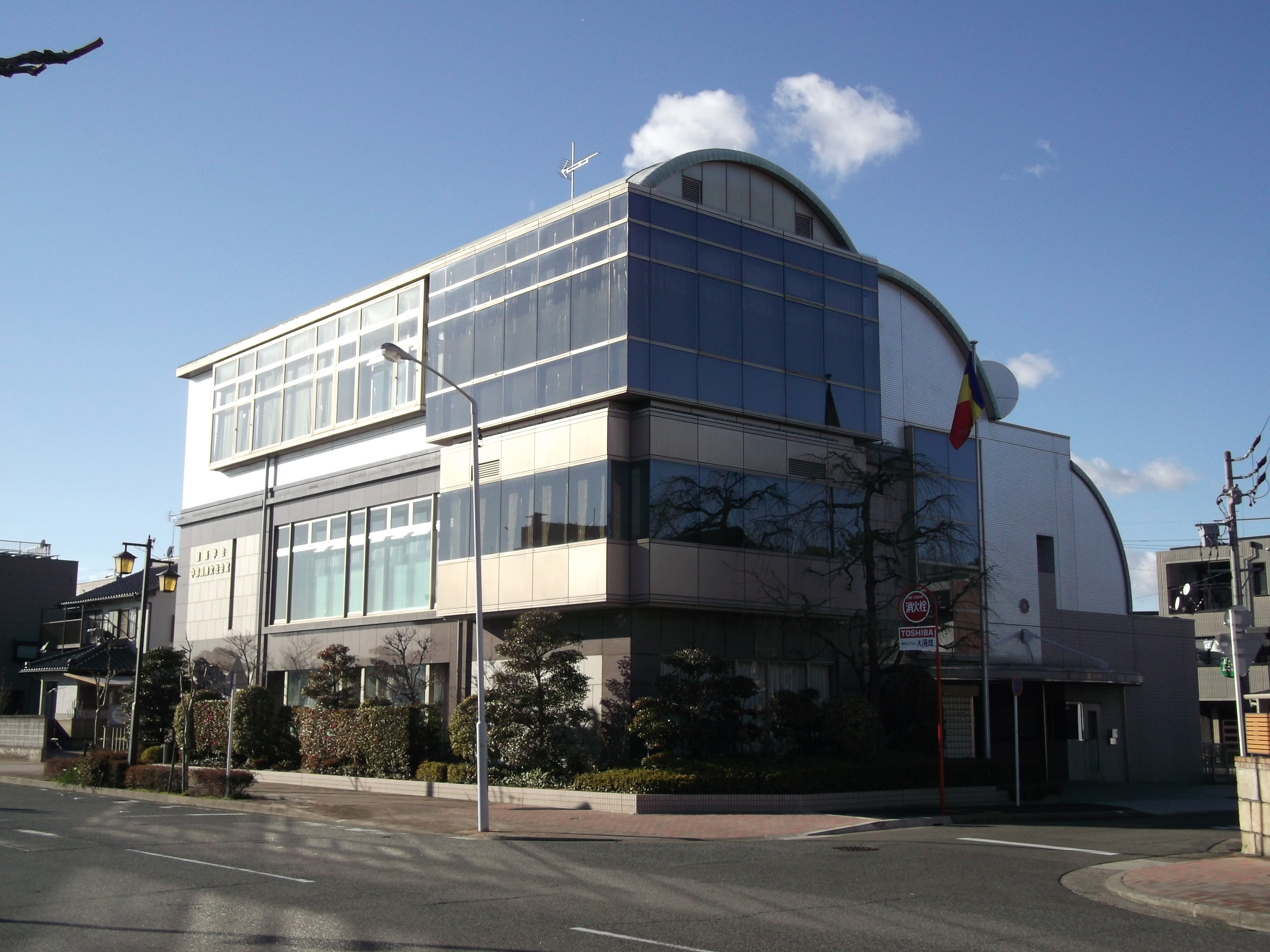
創価学会
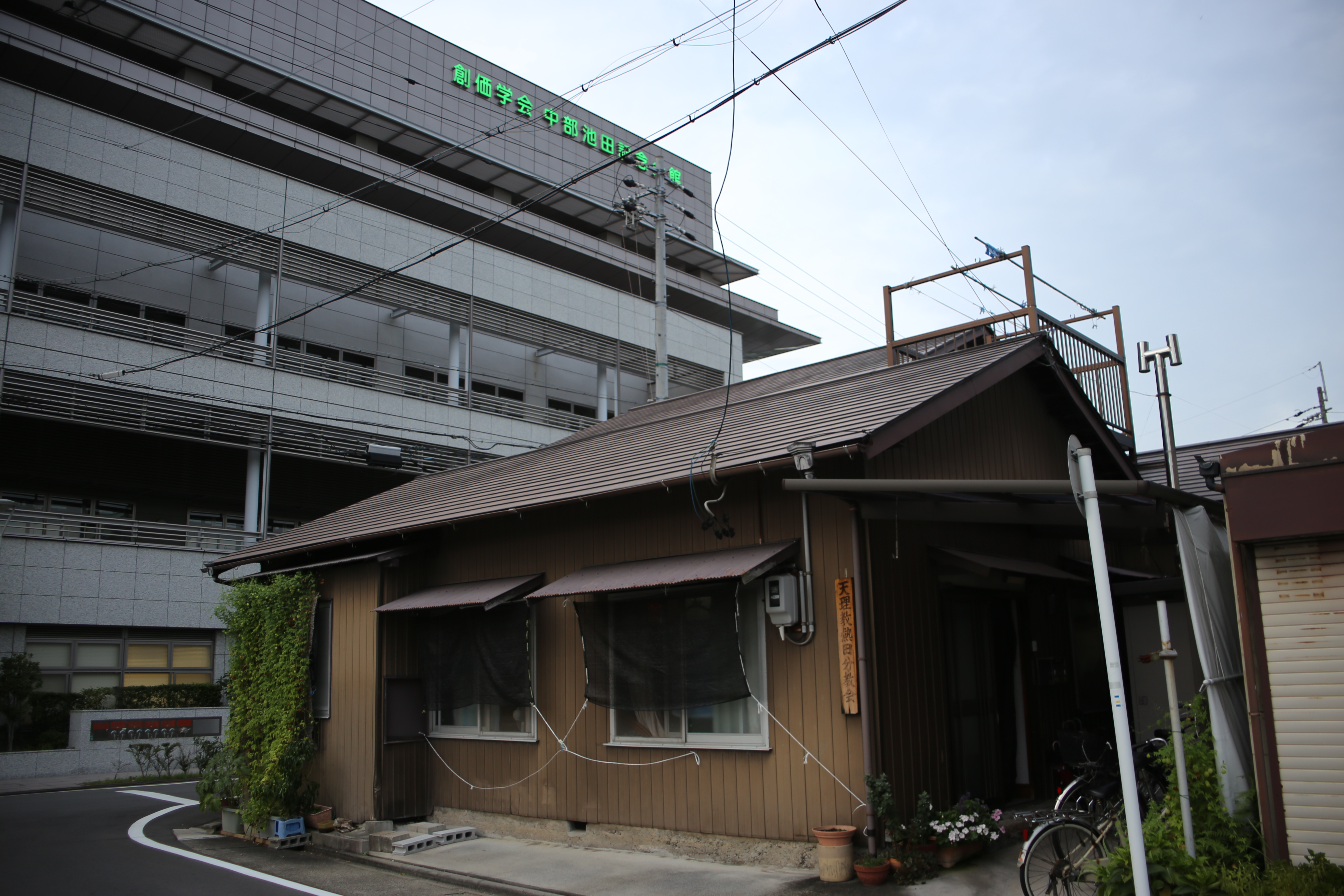
天理教熱田分教会
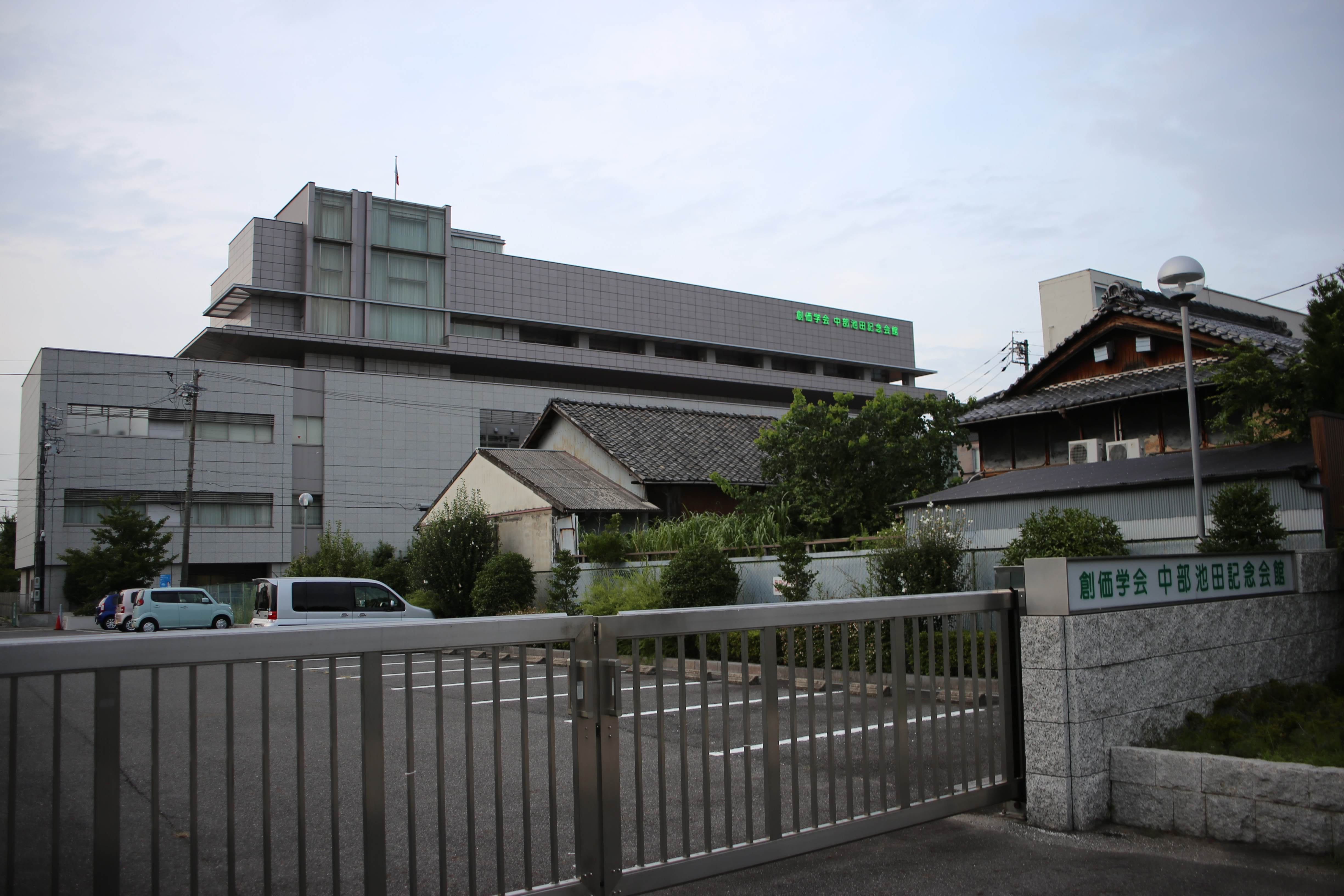
創価学会中部池田記念会館
  - 中部池田記念会館[11]
  - 聖教新聞社中部支社[11]
  - 中部文化センター[11]
- 堀端公園

1980年（昭和55年）4月1日供用開始。
- 創価学会中部文化センター
- 天理教熱田分教会
- 創価学会中部池田記念会館

## 史跡
- 新御殿

尾張藩10代藩主である徳川斉朝の隠居所として建設された建物。

## その他

### 日本郵便
- 郵便番号 : 451-0033[4]（集配局：名古屋西郵便局[13]）。